# Іг (община)
Община Іг (словен. Občina Ig) — одна з общин в центральній Словенії. Адміністративним центром є місто Іг. Етимологія назви Ig неясна. Найвищою точкою є гора Крим, 1107 м. над р.м.

## Населення
У 2010 році в общині проживало 6725 осіб, 3406 чоловіків і 3319 жінок. Чисельність економічно активного населення (за місцем проживання), 3010 осіб. Середня щомісячна чиста заробітна плата одного працівника (EUR), 939,41 (в середньому по Словенії 966.62). Приблизно кожен другий житель у громаді має автомобіль (53 автомобілів на 100 жителів). Середній вік жителів склав 39,3 роки (в середньому по Словенії 41.6). 